# Nomopyle
Nomopyle é um género botânico pertencente à família Gesneriaceae.